# Automat (pintura)
Automat (1927) é uma pintura de Edward Hopper que retrata uma mulher sozinha olhando para uma xícara de café em uma lanchonete (Automat) à noite. O reflexo das idênticas linhas de luminárias se alonga através da janela enegrecida pela noite. 

## Análise
Como é comum nas pinturas de Hopper, tanto as circunstâncias quanto o humor da mulher são ambíguos. Ela está bem vestida e usa maquiagem, o que poderia indicar que ela está indo ou vindo do trabalho em um emprego no qual a aparência pessoal é importante, bem como que ela está indo ou vindo de uma ocasião social. Ela está sem apenas uma das luvas, o que pode indicar que ela está distraída, que ela está com pressa e apenas pode parar por um momento, bem como que ela simplesmente acabou de vir de fora e ainda não se aqueceu.
A época do ano - fim de outono ou inverno - é evidente pelo fato de que a mulher usa roupas pesadas. Mas a hora do dia é incerta, já que os dias são curtos nesses períodos. É possível, por exemplo, que seja logo após o pôr do sol e cedo o bastante na tarde para que a lanchonete seja o lugar no qual ela combinou um encontro com um amigo, ou pode ser tarde da noite, após a mulher completar um turno no trabalho, ou ainda poderia ser manhã cedo e o turno estar prestes a começar. 
Qualquer que seja a hora, o restaurante aparenta estar amplamente vazio e não há sinais de atividade ou vida alguma na rua do lado de fora. Isso adiciona a sensação de solidão e fez a pintura ser popularmente associada com o conceito de alienação urbana. Um crítico observou que na pose típica dos sujeitos melancólicos de Hopper, "os olhos da mulher estão lançados para baixos e e seus pensamentos virados pra dentro". Outro crítico a descreveu "olhando para a xícara de café como se fosse a última coisa no mundo a que ela pudesse se segurar"  Em 1995, a revista Time usou Automat como imagem de capa para uma estória sobre estresse e depressão no século XX. A pose evoca O Absinto de Edgar Degas - embora diferentemente da personagem na pintura de Degas, a mulher esteja introspectiva, em vez de dispersa. Num giro inovador, Hopper fez as pernas da mulher o ponto mais brilhante na pintura, com isso "tornando-a um objeto de desejo" e "fazendo de quem a vê um voyer". Nos moldes de hoje essa descrição parece exagerada, mas em 1927 a exibição pública de pernas femininas ainda era um fenômeno relativamente novo. A presença do encosto de uma cadeira no canto direito inferior da tela sugere que quem vê a tela se senta numa mesa próxima, ponto privilegiado do qual um estranho pode ser capaz de olhar a mulher sem ser convidado.
Hopper faria as pernas cruzadas de um personagem feminino o ponto mais brilhante de uma tela excepcionalmente escura em outras pinturas posteriores, incluindo Compartment C, Car 293 (1938) e Hotel Lobby (1943). A personagem feminina de sua pintura de 1931 Barber Shop está também em uma pose similar à da mulher em Automat, e quem vê a imagem dela está similarmente apartado por uma mesa. Mas colocar o personagem em um lugar povoado e brilhante ao meio-dia faz a mulher menos isolada e vulnerável e assim a perspectiva de quem que vê parece menos intrusiva.